# 伏見康治
伏見 康治（ふしみ こうじ、1909年6月29日 - 2008年5月8日）は、日本の物理学者（理論物理学）。名古屋大学名誉教授、大阪大学名誉教授。理学博士、日本学術会議第11期会長(1953年就任)、民主主義科学者協会メンバー。公明党参議院議員（1期）。正四位勲二等（没時）。

## 経歴
伏見は1909年に愛知県名古屋市で生まれ、東京で育ち、東京高等学校を経て東京帝国大学理学部物理学科に進んだ。
そして1933年に大学を卒業するとすぐに同大学理学部物理学教室で寺澤寛一教授の助手となり、翌1934年に新設の大阪帝国大学理学部物理教室に移った。大阪では友近晋教授の下に助手として就く予定であったが、友近教授がイギリスに留学したため、菊池正士教授に誘われて原子核実験に携わった。そして同教室で助教授を経て1940年に教授に昇進し、また量子統計力学の密度行列に関する論文（1940年）により理学博士の学位を取得した。
この時期、伏見は一般への物理の面白さ普及にも力を注いだ。まず1942年に原子核物理学の一般向け啓蒙書「驢馬電子」を書いて出版した。そして翌1943年にはジョージ・ガモフの名著「不思議の国のトムキンス」を訳出、日本に紹介して若者を誘い、多くの物理学者を生み出すのに力があった。啓蒙活動は戦後も続け、雑誌「自然」に原子核物理学に関する読み物を連載した。
戦後になって伏見は日本においても独自に原子力の研究を行うことの重要性を認識し、それを平和利用研究に限る証として「自主、民主、公開」の三原則を起草して茅誠司と共に提唱し、「茅・伏見の原子力三原則」と呼ばれた。そして大阪府泉南郡熊取町の京都大学原子炉実験所（現・京都大学複合原子力科学研究所）創設にあたっては「核」に対するアレルギーから建設に反対する地元住民を説得して実験所実現に寄与した。また門下で多数の傑出した原子力研究者を育てて送り出し、日本の原子力発展に貢献した。
さらに1950年代半ばになって核融合研究の重要性が認識されるや、湯川秀樹、嵯峨根遼吉らと共に研究体制の議論を進めた。そしてAB論争の後、1961年に名古屋大学にプラズマ研究所が設立されるや自身が大阪大学から名古屋大学に移って同研究所の初代所長に就任し、研究所の整備に努め研究推進を図るとともに、客員研究部門の創始など「全国大学共同利用研究所」運営の理想を追求した。
1973年に名古屋大学を定年退官したあとは、日本学術会議を活躍の場として研究環境の整備に力を致した。特に1977年から1982年にかけて同会議会長に就任し、国内の研究推進と並行して、東側諸国の科学者の国際交流に尽力した。

### 東側諸国への技術支援と批判
そして1983年、第13回参議院議員通常選挙比例代表区に公明党・国民会議から名簿順位第1位で立候補し当選。1989年まで1期務めた。また東西冷戦の時代から東側諸国に親和的であった。日ソの学術交流に熱を入れており、1991年のソビエト連邦崩壊によって同国の科学者が窮乏の淵に陥った時には各方面に呼びかけてその救援活動を行った。朝鮮総連系の在日朝鮮人科学者や北朝鮮へ技術支援を行った。2016年に日本政府の制裁対象のうちの5人とも在日本朝鮮人科学技術協会(科協)のメンバーであり、科協の初代会長だった李時求は伏見の弟子である。
世界平和アピール七人委員会に1982年から参加して数々のアピールに加わった。ところが伏見は翌1983年に参議院議員に当選し、国会議員との併任は望ましくないとの理由で同年に七人委員会委員を一旦辞任したが、1989年の参議院議員任期満了に伴う政界引退し、1995年にまた委員会に復帰参て没年まで活動を続けた。
1960年代には「紋様の科学」と題して対称性図形の話を「数学セミナー」に連載した。そして1979年には安野光雅、中村義作との鼎談が記録されて「美の幾何学」（中公新書）が出版された。また夫人満枝と共同で折り紙の幾何学も研究し「数学セミナー」に寄稿した（単行本「折り紙の幾何学」として出版）。後に、エントロピー学会で発行したエントロピー読本２には、伏見康治、槌田敦らの文章が掲載されている。
1998年に北朝鮮がテポドン1号ミサイル発射実験を行ったが、朝鮮総連傘下の在日本朝鮮人科学技術協会（科協）所属の技術者らが、北朝鮮と日本を自由に往来して核ミサイル開発に貢献していたが、北朝鮮の核ミサイル開発支援をしていた日本人の1人であるため、当時から死後にも批判されている。

## 親族
妻は、伏見満枝。物理学者の伏見譲と情報サービス産業で活躍している伏見諭は息子。伏見康子は娘。富山小太郎は義弟。

## 略歴年表
- 1909年 名古屋生まれ、東京育ち。
- 1933年 東京帝国大学理学部物理学科卒業、助手となる。
- 1934年-61年 大阪大学助手・助教授を経て同大学教授（1940年）。
- 1961年-73年 名古屋大学教授、プラズマ研究所所長。
- 1973年 名古屋大学退官。大阪大学・名古屋大学名誉教授。
- 1977年-82年 日本学術会議会長
- 1973年11月 紫綬褒章[7]
- 1977年4月-78年3月 水素エネルギー協会会長[8]。
- 1980年 7月 藤原賞
- 1983年-89年 参議院議員
- 1986年 朝鮮総連傘下の在日本朝鮮人科学技術協会（科協）の李時求という弟子のもと、北朝鮮の核ミサイル開発技術支援のために訪朝[3][1][2]。
- 1989年11月 勲二等旭日重光章[9]
- 2008年 5月 死去。正六位から正四位に昇叙せられた。

## 批判
原子力研究の第一人者としてだけではなく、北朝鮮に対する核技術支援の親北派日本人として知られている。伏見の弟子である在日本朝鮮人科学技術協会の初代会長で朝鮮大学校教授の李時求(2016年に対北制裁対象認定)らと共に、1986年に北朝鮮へ技術支援のために訪朝している。ロケット工学の権威である糸川英夫博士は1987年という伏見康治博士の1年後に李時求によって訪朝している。彼らや彼らの教育や技術支援を受けた在日朝鮮人・朝鮮人の技術者によって、日本をも射程範囲内にした核兵器開発を北朝鮮は成功出来たために批判がある。

## 主な著書・訳書
- 『確率論及統計論』（河出書房、1942, のち1998復刊「確率論および統計論」現代工学社）
- 『量子統計力学』伏見康治（著、編集）、庄司一郎、中野藤生、西山敏之（著）（編著、共立出版、1943, 2010復刊）
- 『ろば電子 -原子核物理学二十話-』（創元社、のち中央公論社、のち「著作集」みすず書房1942）
- 『現代物理学を学ぶための古典力学』（岩波書店、1964）
- 『研究と大学の周辺』 伏見康治 著（共立出版、1969）
- 『時間とは何か』（自然選書）－ 伏見康治、柳瀬睦男 (編集）（中央公論社、1974）
  - 時間はすべてを貫く（渡辺慧）時は流れない（山内恭彦）《幅のある時間》を求めて（伏見康治）三つの時間構造をめぐって（柳瀬睦男）因果的時間からの解放（亀淵迪）非決定性の起原（小野健一）宇宙における時間（早川幸男）時間の哲学的基礎（村上陽一郎）時間を語るー総合討論（渡辺慧等）
- 『卵の実験』伏見康治、伏見満枝、伏見康子、今村昌昭（福音館の科学の本、1977）
- 『折り紙の幾何学』（伏見満枝と共著、日本評論社、1979, のち復刊）
- 『美の幾何学―天のたくらみ,人のたくみ』（安野光雅、中村義作と共著、中公新書：中央公論社、1979, のち ハヤカワ文庫、2010)
- 『直交関数系』（赤井逸と共著、共立出版, 1981, のち復刊2011)
- 『伏見康治著作集』（全8巻；みすず書房、1986）
  - 学者の手すさび    1986.6 伏見康治著作集 1
  - 数理のつみ草    1986.9 伏見康治著作集 2
  - 数学と物理学   1986.12 伏見康治著作集 3
  - ろば電子   1987.6 伏見康治著作集 4
  - 原子の世界    1987.12 伏見康治著作集 5
  - 科学者と社会  1987.3 伏見康治著作集 6
  - 原子力と平和    1987.9 伏見康治著作集 7
  - 私の研究遍歴    1988.4 伏見康治著作集 8
- 『時代の証言 - 原子科学者の昭和史』（同文書院、1989）
- 『創造性の文化と科学』（共立出版, 1989）
- 『アラジンの灯は消えたか？ 伏見語録』（日本評論社、1996）
- 『光る原子、波うつ電子』; ISBN 9784621079430（丸善、2008）
- 伏見康治コレクション（全5巻; 日本評論社、2013）
  - 伏見康治コレクション. 1（紋様の科学、2013）ISBN 9784535603462
  - 伏見康治コレクション. 2（ふりこの振動を追って、2013）
  - 伏見康治コレクション. 3（物理学者の描く世界像、2013）
  - 伏見康治コレクション. 4（物理つみくさ集、2013）
  - 伏見康治コレクション. 別巻 (2015)
    - 物理学論文選集・原子力論集 / 江沢洋、伏見譲、伏見諭 編
    - 流体力学のEulerの方程式に新しい抵抗の項を加える一つの試み / 渡辺慧、伏見康治 著
    - 擬似周期について / 伏見康治 著
    - たどんについて / 伏見康治 著
    - 座標および運動量の測定から量子状態は唯一つに定まるか? / 伏見康治 著
    - 不規則な外力にさらされた振動系〈原著英文〉 / 高橋浩一郎、伏見康治 著
    - 「不規則な外力にさらされた振動系」への補遺〈原著英文〉 / 伏見康治 著
    - Excitation of Gamma-Rays by Neutrons.4 / Seishi KIKUCHI, Kôdi HUSIMI, Hiroo AOKI 著
    - 量子力学の基礎の研究〈原著英文〉 / 伏見康治 著
    - On the Central Limit Theorem of Statistical Mechanics / Kôdi HUSIMI 著
    - 数理経済学と熱力学 / 伏見康治 著
    - 量子力学におけるエルゴード定理のv.Neumannの証明について / 伏見康治 著
    - The Phase Integrals and Thermodynamics / Kôdi HUSIMI 著
    - Partitio Numerorumと核物理学 / 伏見康治 著
    - 密度行列のいくつかの形式的性質について〈原著英文〉 / 伏見康治 著
    - Separation of Isotopes by Thermal Diffusion,2.Separation of Chlorine Isotopes /  Members of Nuclear Physics Laboratory of Osaka Imperial University 著
    - 場の理論における変分原理について / 伏見康治 著
    - 中性子の減速について / 伏見康治 著
    - 蜂の巣格子および三角格子の統計力学〈原著英文〉 / 伏見康治、庄司一郎 著
    - An Algebraic Theory of the Density Matrix,1 / Kodi HUSIMI, Toshiyuki NISHIYAMA 著
    - クラスター積分に関するマイヤーの理論について〈原著英文〉 / 伏見康治 著
    - Miscellanea in Elementary Quantum Mechanics,1 / Kôdi HUSIMI 著
    - 初等量子力学の諸問題,第2報〈原著英文〉 / 伏見康治 著
    - Miscellanea in Elementary Quantum Mechanics,3 / Kôdi HUSIMI, Masuhiko ÔTUKA 著.
    - 凝縮の統計力学〈原著英文〉 / 伏見康治 著 Theory of Density Matrices / K.HUSIMI, Y.KITANO, T.NISHIYAMA 著
    - Hydrodynamical and Collective Description / Kôdi HUSIMI, Toshiyuki NISHIYAMA 著
    - Collision Cross-Section and Reciprocity Relation on the Collision Process in the Kinetic Theory of Gases / Kodi HUSIMI 著
    - 原子力の開発へ：準備のとき. 茅・伏見提案と第39委員会の発足. Atoms for Peace. 原子力憲章. 原子力平和利用攻勢にどう対処するか. 米から原子力平和利用使節団. 日米原子力〈研究〉協定. 英からHinton卿来日,発電炉早期輸入へ方針転換. 原子炉の安全性に関心高まる. 日米,日英動力協定. 核融合研究へ. なお残る核分裂炉の問題. 原子力船「むつ」の事故から原子力安全委員会の設置まで. "自主"の原則はどこに消えた.

### 雑誌
- 「私のエントロピーの考え方の発達」, エントロピー読本II, 日本評論社, 1984

### 訳書
- ジョージ・ガモフ著『不思議の国のトムキンス』（創元社、のち白揚社、1943）
- 『原子炉の理論』 エドランド（著）、伏見康治、大塚益比古（翻訳）（みすず書房、1955）
- 『原子力発電所―コールダーホール物語』 K.ジェイ（著）、伏見康治、 森一久、末田 守（翻訳）（岩波新書、1957）
- 『加速器の科学：原子核物理学の道具』 ロバート・R.ウィルソン、ラファエル・リタウェル 著 ; 伏見康治、伏見諭 訳（河出書房新社, 1971）
- 自然法則の探究 : 物理学の実験的基礎 / ミルトン・A.ロスマン 著 ; 伏見康治、伏見諭 訳（河出書房新社、1973）
- 『重力の話：この古くて新しい謎』ジョージ・ガモフ 著 ; 伏見康治 訳（河出書房新社, 1977）
- 『シラードの証言』レオ・シラード; S.R.ウィアート、G.W.シラード; 伏見康治、伏見諭訳（みすず書房、1982）
- 『核兵器と人間』フリーマン・ダイソン 著 ; 伏見康治 ほか共訳（みすず書房、1986）
- 『混沌からの秩序』I. プリゴジン、I. スタンジェール（著）、伏見康治、伏見譲（翻訳）（みすず書房、1987）